# Sminthopsis griseoventer
El ratón marsupial de vientre gris (Sminthopsis griseoventer) es una especie de marsupial dasiuromorfo de la familia Dasyuridae endémica del sudoeste de Australia Occidental. Fue descrito por Kitchener, Stoddart y Henry en 1984, junto con Sminthopsis aitkeni, Sminthopsis gilberti y Sminthopsis dolichura. También habían descrito Ningaui yvonneae en 1983.

## Características
La longitud corporal media puede variar entre 130 y 192 mm, con una cola de 65 a 98 y una longitud del hocico al ano de 65 a 95. Tiene unas orejas de color gris oliva con una longitud de 17a 18 mm. Las patas posteriores miden una media de 16-17 mm. El peso varía entre 15 y 25 gramos.